# 五藤禮子
五藤 禮子（ごとう れいこ、1943年〈昭和18年〉3月6日 - 2022年〈令和4年〉1月7日）は、日本の茶道家。裏千家正教授。養和会 塩月弥栄子の茶室 主宰。茶名は宗紫。旧姓は畠山。裏千家現家元16代玄黙宗室の従兄弟にあたり、茶道家・冠婚葬祭評論家の塩月弥栄子の次女。祖父は14世家元碩叟宗室、畠山一清（即翁）。叔父は第15世家元汎叟宗室。姉はソロプチミスト日本中央リジョン初代ガバナー 熊谷榮美子。茶道教室 養和会　現代表 味岡宗靖は次男。
茶道教室「養和会　塩月弥栄子の茶室」（東京都港区南青山5丁目1-25）、NHK文化センターなどで指導を務める。きものやマナーの達人としても雑誌などで活躍。
著書では、 『着物のマナーお手本帖』（成美堂出版刊）、『「和」のマナーレッスン　 きもの、懐石から冠婚葬祭まで』（大和出版刊）がある。ラジオ番組『朝です!五藤禮子です』のメインパーソナリティーとしても活躍していた。